# 637: Always and Forever
637: Always and Forever è il secondo album in studio della cantante giapponese Crystal Kay, pubblicato nel 2001.

## Tracce
1. Girl's Night – 4:22
2. Interlude: My Ex – 0:26
3. Ex-Boyfriend (feat. Verbal degli M-Flo) – 5:10
4. Curious – 4:19
5. He Will Be Mine – 4:30
6. Another Best Thing – 4:20
7. Guardian Angel – 4:20
8. Interlude: Conditioner – 0:55
9. Honey Glue – 5:29
10. Tsuki no Nai Yoru (月のない夜 道のない場所) – 4:23
11. Holiday Fighter – 4:04
12. Couldn't Care Less – 3:48
13. Lost Child (con Mondo Grosso e Hiroshi Fujiwara) – 6:38